# Діброва (зупинний пункт, Південна залізниця)
Діброва — зупинний пункт Ізюмського напрямку. Розташований між станцією Закомельська та зупинним пунктом 360 км. Пункт розташований поблизу з селом Новопавлівка Ізюмського району. На пункті зупиняються лише приміські потяги. Пункт відноситься до Харківської дирекції Південної залізниці.
Відстань до станції Основа — 110 км.